# Arthur Tappan
Pour les articles homonymes, voir Tappan.
Arthur Tappan, né le 22 mai 1786  à Northampton dans le Massachusetts et mort le 23 juillet 1865 New Haven dans le Connecticut, était un homme d'affaires, un réformateur américain, engagé plus particulièrement dans le mouvement abolitionniste dont il fut, lui et son frère Lewis, l'une des figures de proue. 

## Biographie
Né dans une famille calviniste, Arthur Tappan gagna Boston à l'âge de 15 ans, avant de s'établir à Portland dans le Maine où il ouvrit un magasin de tissu. 
Mais c'est en s'installant à New York avec son frère Lewis Tappan (en) en 1826 qu'il fit fortune dans le commerce de la soie. Il créa l'année suivante le New York Journal of Commerce, aux côtés de Samuel Morse et du journaliste Gerard Hallock. Après la panique de 1837 qui avait laissé leur entreprise exsangue, les deux frères créèrent la Mercantile Agency, la première agence d'information sur le crédit des États-Unis, ancêtre de l'actuelle Dun & Bradstreet. À la différence de la vieille aristocratie de New York d'origine hollandaise, les frères Tappan se distinguèrent en s'engageant résolument dans l'action publique. Guidés par leurs convictions religieuses, ils étaient convaincus de la nécessité d'une réforme morale profonde de la société américaine.
Leurs journaux et les tracts qu'ils faisaient distribuer par milliers dans les rues stigmatisaient le travail du dimanche, la consommation d'alcool, les jeux d'argent, et, en règle générale, tout ce qui était en mesure de détourner les masses de ce qu'ils considéraient comme une conduite morale et laborieuse. Mais c'est dans la lutte contre l'esclavage qu'ils investirent la plus grande part de leur énergie et de leurs finances. D'abord favorables à l'action de la American Colonization Society, ils s'en démarquèrent pour se convertir à l' « immédiatisme » qui exigeait l'abolition immédiate et sans condition de l'esclavage sur le territoire américain. 
Les deux frères s'accordèrent avec William Lloyd Garrison sur la nécessité de créer une structure à même de fédérer l'action des sociétés abolitionnistes américaines locales. Membre fondateur de l'American anti-slavery society en 1833, Arthur en quitta la présidence en 1840, en raison de son refus de voir les femmes tenir une place dans la hiérarchie de l'organisation. Cette rupture était plus largement le fruit des tensions croissantes qui opposaient les Tappan au courant garrisonien, plus radical et critique vis-à-vis des hiérarchies ecclésiastiques,. Arthur créa la même année avec son frère l'American and Foreign Anti-Slavery Society (en),, qui réunit le courant évangélique et plus conservateur de l'abolitionnisme américain. Pendant cette période, les deux frères prêtèrent leurs finances et leurs journaux à la défense des mutins de la Amistad qui avaient accosté sur les cotes américaines en 1839,. 
En 1846, ils fondèrent l'American Missionary Association, qui joua un rôle de premier plan dans la constitution d'un réseau éducatif pour les Afro-Américains pendant la Reconstruction qui suivit la guerre de Sécession,.

### Essais
- (en-US) Lewis Tappan, The life of Arthur Tappan, New York, Hurd and Houghton, 1870, 444 p. (lire en ligne),
- (en-US) Donald W. Dayton, Discovering an Evangelical Heritage, HarperCollins Publishers, 1er janvier 1976, 147 p. (ISBN 9780060617806, lire en ligne),
- (en-US) Vistor B. Howard, Conscience and Slavery: The Evangelistic Calvinist Domestic Missions, 1837-1861, Kent State University Press, 28 octobre 1990, 267 p. (ISBN 9780873384117, lire en ligne),

### Articles
- (en-US) Eugene Portlette Southall, « Arthur Tappan and the Anti-Slavery Movement », The Journal of Negro History, Vol. 15, No. 2,‎ avril 1930, p. 162-197 (36 pages) (lire en ligne),
- (en-US) Bertram Wyatt-Brown, « The Abolitionists' Postal Campaign of 1835 », The Journal of Negro History, Vol. 50, No. 4,‎ octobre 1965, p. 227-238 (12 pages) (lire en ligne),
- (en-US) Lawrence J. Friedman, « Confidence and Pertinacity in Evangelical Abolitionism: Lewis Tappan's Circle », American Quarterly, Vol. 31, No. 1,‎ printemps 1979, p. 81-106 (26 pages) (lire en ligne),

## Liens
- Notices dans des dictionnaires ou encyclopédies généralistes :   - American National Biography
  - Britannica
  - Brockhaus
- Notices d'autorité :   - VIAF
  - LCCN
  - WorldCat